# Kathryn Alexandre
Kathryn Alexandre (Ancaster, 6 de mayo de 1990) es una actriz canadiense. Es la doble de Tatiana Maslany en la popular serie de televisión Orphan Black e interpreta los once roles de clones junto a Maslany, pero finalmente no aparece en los episodios, ya que las cámaras de control de movimiento y la composición de posproducción se usan para reemplazarla por Maslany.
Se graduó de la Universidad de Toronto Mississauga y del Colegio College en 2011.

## Filmografía

### Cine y televisión
| Año       | Título               | Rol           | Notas            |
| --------- | -------------------- | ------------- | ---------------- |
| 2014      | Reign                | Lady Barnard  |                  |
| 2013–2017 | Orphan Black         | Alexis        | Papel recurrente |
| 2013      | Darknet              | Glenda        |                  |
| 2013      | Saving Hope          | Jackie Nealon |                  |
| 2013      | Breakout             |               |                  |
| 2011      | The Umbrella Project | Ruby          | Corto            |
| 2010      | The Weight           | A.J.          |                  |
| 2008      | Rose                 | Rose          | Corto            |